# Noah Mbamba
Noah Mbamba-Muanda (sinh ngày 5 tháng 1 năm 2005) là một cầu thủ bóng đá chuyên nghiệp người Bỉ hiện đang thi đấu ở vị trí tiền vệ phòng ngự hoặc trung vệ cho câu lạc bộ hiện đang chơi tại Belgian Pro League là Dender EH theo dạng cho mượn từ câu lạc bộ Bayer Leverkusen tại Bundesliga.

## Sự nghiệp câu lạc bộ
Vào ngày 22 tháng 1 năm 2021, Mbamba có trận ra mắt cho đội dự bị của Brugge, Club NXT ở Belgian First Division B gặp Lierse.
Anh ấy có trận ra mắt giải đấu cho đội cấp cao của Brugge ở Belgian First Division A vào ngày 23 tháng 5 năm 2021, khi anh ấy đá chính trong trận đấu với Genk, ở tuổi 16.
Anh có trận ra mắt Champions League vào ngày 3 tháng 11 năm 2021 trước Manchester City ở tuổi 16.
Vào ngày 14 tháng 1 năm 2023, Mbamba gia nhập câu lạc bộ Đức Bayer Leverkusen với mức phí không được tiết lộ, ký hợp đồng đến tháng 6 năm 2028.

## Sự nghiệp quốc tế
Sinh ra ở Bỉ, Mbamba là người gốc Congo. Anh ấy là cầu thủ trẻ quốc tế của Bỉ.

## Thống kê sự nghiệp

### Câu lạc bộ
Tính đến trận đấu diễn ra ngày 3 tháng 2 năm 2024
| Câu lạc bộ          | Mùa                 | Giải đấu                 | Giải đấu | Giải đấu | Cup quốc gia | Cup quốc gia | Lục địa | Lục địa | Khác | Khác | Tổng cộng | Tổng cộng |
| Câu lạc bộ          | Mùa                 | Hạng đấu                 | Trận     | Bàn      | Trận         | Bàn          | Trận    | Bàn     | Trận | Bàn  | Trận      | Bàn       |
| ------------------- | ------------------- | ------------------------ | -------- | -------- | ------------ | ------------ | ------- | ------- | ---- | ---- | --------- | --------- |
| Club NXT            | 2020–21             | Belgian First Division B | 11       | 0        | –            | –            | –       | –       | –    | –    | 11        | 0         |
| Club NXT            | 2022–23             | Belgian First Division B | 9        | 3        | –            | –            | –       | –       | –    | –    | 9         | 3         |
| Club NXT            | Tổng cộng           | Tổng cộng                | 20       | 3        | –            | –            | –       | –       | –    | –    | 20        | 3         |
| Club Brugge         | 2020–21             | Belgian Pro League       | 0        | 0        | 0            | 0            | 0       | 0       | 2    | 0    | 2         | 0         |
| Club Brugge         | 2021–22             | Belgian Pro League       | 14       | 0        | 3            | 0            | 3       | 0       | 1    | 0    | 21        | 0         |
| Club Brugge         | 2022–23             | Belgian Pro League       | 2        | 0        | 1            | 0            | 0       | 0       | 1    | 0    | 4         | 0         |
| Club Brugge         | Tổng cộng           | Tổng cộng                | 16       | 0        | 4            | 0            | 3       | 0       | 4    | 0    | 27        | 0         |
| Bayer Leverkusen    | 2022–23             | Bundesliga               | 1        | 0        | —            | —            | —       | —       | —    | —    | 1         | 0         |
| Bayer Leverkusen    | 2023–24             | Bundesliga               | 3        | 0        | 1            | 0            | 2       | 0       | —    | —    | 6         | 0         |
| Bayer Leverkusen    | Tổng cộng           | Tổng cộng                | 4        | 0        | 1            | 0            | 2       | 1       | —    | —    | 7         | 0         |
| Tổng cộng sự nghiệp | Tổng cộng sự nghiệp | Tổng cộng sự nghiệp      | 40       | 3        | 5            | 0            | 5       | 0       | 4    | 0    | 54        | 3         |

1. ↑  Số lần ra sân tại Belgian Pro League playoff
2. ↑  Số lần ra sân tại UEFA Champions League
3. 1 2  Ra sân tại Belgian Super Cup
4. ↑  Số lần ra sân tại UEFA Europa League

## Danh hiệu
Club Brugge
- Belgian Super Cup: 2021[7]

Bayer Leverkusen
- Bundesliga: 2023–24[8]
- DFB-Pokal: 2023–24[9]